# Bångbro
Bångbro är ett mindre samhälle strax sydost om Kopparberg i Ljusnarsbergs kommun, Västmanland (Örebro län). Bångbro och Kopparberg har med tiden vuxit ihop, och en exakt gräns mellan orterna finns inte. Tidigare var Bångbro ett utpräglat industrisamhälle med stålindustri, ägd av SKF. Stålverket såldes på 1980-talet till Uddeholms-koncernen som lade ned verksamheten 1987.

## Industrihistoria

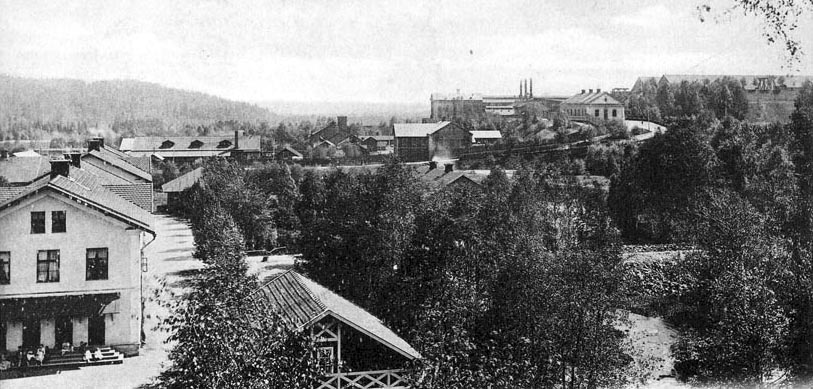
Bångbro, vid 1900-talets början. I bakgrunden skymtas järnverket.

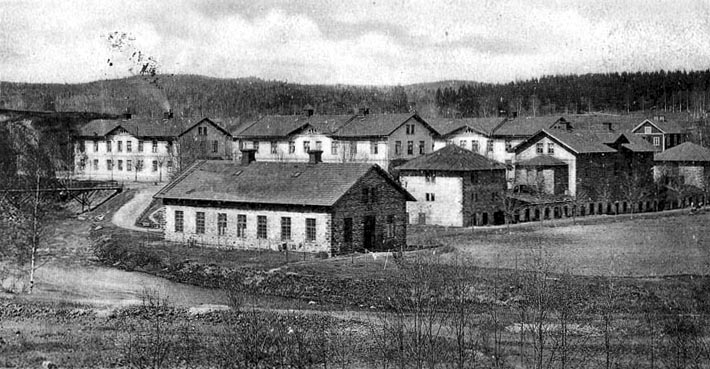
Arbetarbostäder.

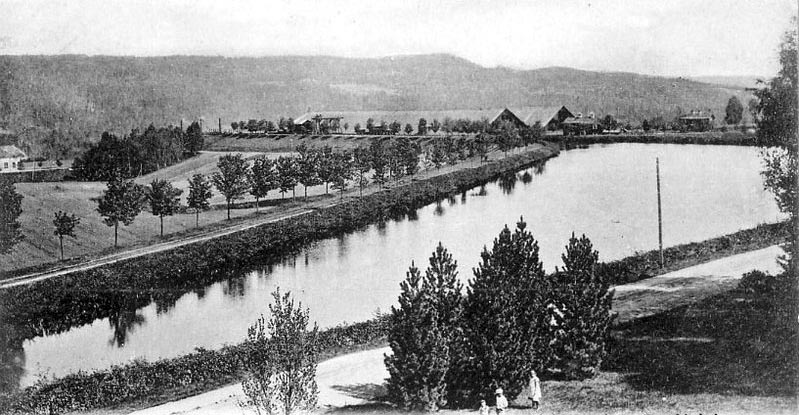
Kanalen vid Bångbro.

Bångbro Järnverk anlades i början av 1870-talet vid Garhytteån, som förenar sjön Norra Hörken med Norrsjön. Initiativtagare var bruksägaren Leo Wallmo (som senare fick en väg uppkallad efter sig; Wallmovägen). Man hade ursprungligen planerat att uppföra fyra masugnar, bessemerverk, valsverk, gjuteri, mekanisk verkstad m.m. för de 1,5 milj. kr som fanns tillhands. Arbetet med att anlägga det nya järnverket började i januari 1872. Hösten 1874 hade man inte bara hunnit använda upp hela aktiekapitalet, bolaget hade dessutom hamnat i betydlig skuld. Järnverket bestod då av två masugnar, bessemerverk, gjuteri, mekanisk verkstad, cirkelsåg och ett stort kolhus samt arbetarbostäder. Utöver det hade man anlagt en 2000 meter lång kanal, inköpt en mindre jordegendom samt ett gruvfält. 
Ungefär samtidigt som järnverket stod färdigt slutfördes också arbetet med byggandet av Frövi-Ludvika Järnväg. Järnvägen (som senare skulle ingå TGOJ) hade byggt en station vid Bångbro, och dit drogs nu ett industrispår från järnverket. Den ekonomiska krisen var dock ett faktum och Bångbro järnverk köptes av Motala Verkstad, som sålde det vidare redan 1890 till ett nybildat bolag: AB Bångbro Rörverk. 
Laxå Bruks AB kom under 1900-talets början att bli delägare i järnverket, och 1929 blev det inordnat Hellefors Bruks AB (där Laxå bruk ingått sedan 1917). I samband med att denna koncern slutligen splittrades 1958 övergick ägandet till Svenska Kullagerfabriken (SKF). Stålindustrin, som kom att bli den största enskilda arbetsgivaren i Ljusnarsbergs kommun, såldes på 1980-talet till Uddeholms-koncernen. 1987 lade Uddeholm Strip Steel slutligen ned kallvalsverket, och drygt 200 anställda blev arbetslösa.
Ett flertal nya företag startades dock i Uddeholms gamla lokaler (som delades upp), och några av företagen har fortfarande anknytning till stålbranschen.

## Övrigt
Våren 1977 drabbades samhället av stora problem vid snösmältningen då bron på genomfartsleden (vid den tiden: Riksväg 60) revs ner av vattenmassorna. En temporär bro installerades ganska omgående och tjänstgjorde som förbindelse över ån under lång tid framöver.
1988 byggdes en ny väg förbi Kopparberg/Bångbro vilket gjorde att trafiken genom samhället minskade drastiskt.